# Gymnopodium
Gymnopodium, biljni rod iz porodice dvornikovki (Polygonaceae) iz Srednje Amerike i Meksika. Opisan je 1901. kao monotipičan. 

## Otkriće nove vrste
Gymnopodium floribundum Rolfe (Polygonaceae) je grm ili malo drvo koje nastanjuje suhe tropske šume Srednje Amerike. Detaljno ispitivanje herbarijskih uzoraka za taksonomsku obradu roda za Flora Mesoamericana omogućilo je da se pronađe skup iz Toleda, Belize koji je pokazao drugačiji skup morfoloških karakteristika od onih G. floribundama. Zatim su provedeni morfološka i molekularna studija kako bi se provjerili je li biljka iz Toleda drugačiji takson. Morfološke karakteristike kao što su žljezdasti trihomi na listovima, cvatovima i cvjetovima, kao i duži cvatovi i segmenti perijanta, jedinstveni su za biljku iz Toleda. Razgraničenje između njega i G. floribundum također je podržano molekularnim karakteristikama dobivenim iz ITS i LFY nuklearnih markera. Biljka iz Toleda opisana je kao nova vrsta, G. toledense Ancona & Ortiz-Díaz, na temelju dijagnostičkih karakteristika morfologije i ITS i LFY markera. Endem je južnog Belizea, u biogeografskoj regiji istočne Srednje Amerike, te je prema kategorijama i kriterijima IUCN-a ocijenjen kao kritično ugrožen. Uključena je morfološka dijagnoza i opis, ključ, ilustracija i mapa distribucije za G. toledense.

## Vrste
1. Gymnopodium floribundum Rolfe
2. Gymnopodium toledense Ancona & Ortiz-Díaz